# Ballot (automobile)
Pour les articles homonymes, voir Ballot.

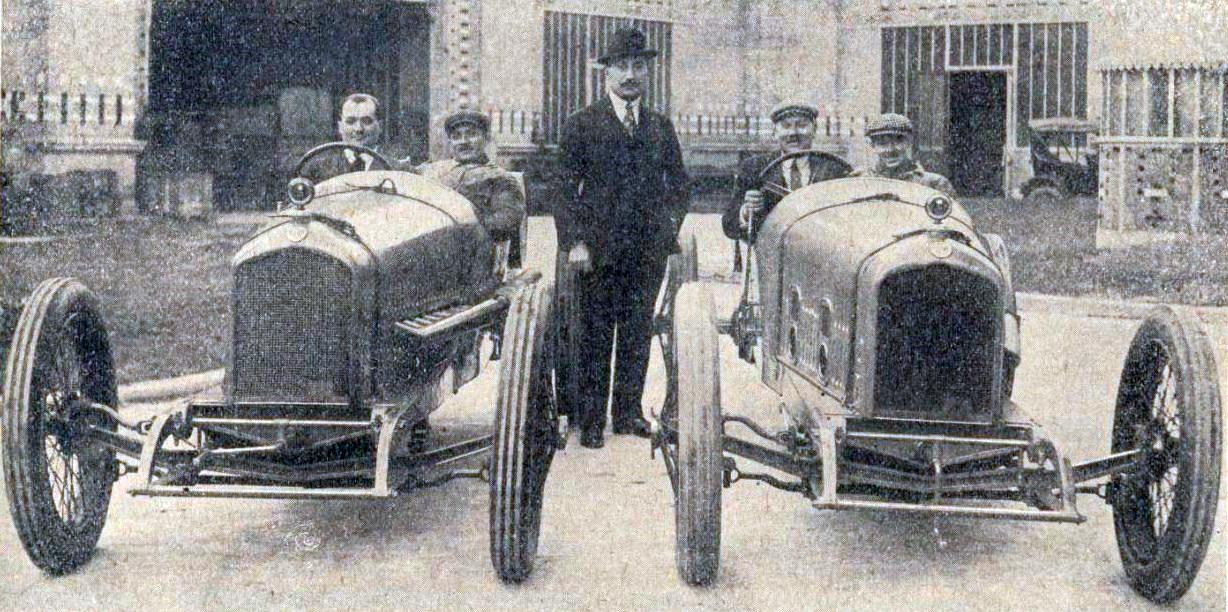
Édouard Ballot entouré par ses deux pilotes Albert Guyot (G.) et René Thomas (D.), avant le départ pour la course 1919 de l'Indianapolis 500.

Ballot est un constructeur automobile français de la première moitié du XXe siècle.

## Histoire
L'entreprise est fondée par 3 frères et 1 sœur ( Édouard et Maurice Ballot ) pour l'entreprise moteurs en 1903, et son siège social est 39 boulevard Brune à Paris 14e. Elle fabrique ses premières automobiles de compétition en 1919 et ses premières automobiles de tourisme en 1921. Elle disparaît en 1938, après avoir été rachetée par Hispano-Suiza en 1931, puis revendue à la SNECMA.
Jean-Luc Ballot (né à Roanne en 1955) est le propriétaire des marques du même nom. Certains de ses moteurs ont équipé le ministère de la Défense (bateaux, avions, sous-marins), et bien d'autres, puis d'autres pour des groupes électrogènes, et aussi des moteurs  à huile et électriques[réf. nécessaire][pas clair].
Cédric Ballot est l'héritier des marques Ballot.

## Principaux modèles
- 2LS : sportive 4 cylindres ;
- Publicité (1923)2LT : automobile de tourisme ;

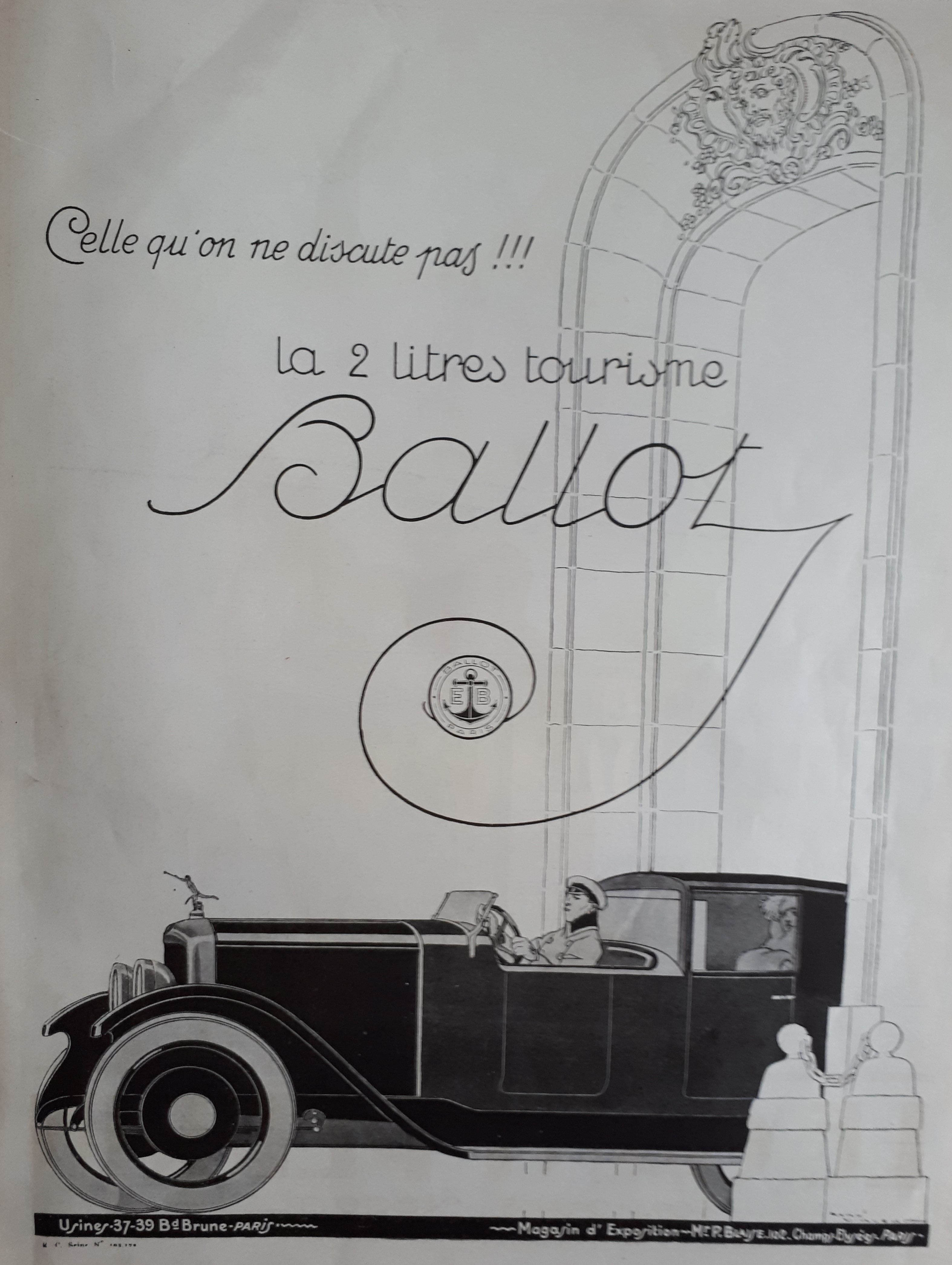
Publicité (1923)

- 2LTS : variante sportive de la 2LT ;
- Publicité (1929)RH : sportive 8 cylindres ;
- RH3 : variante de la RH ;

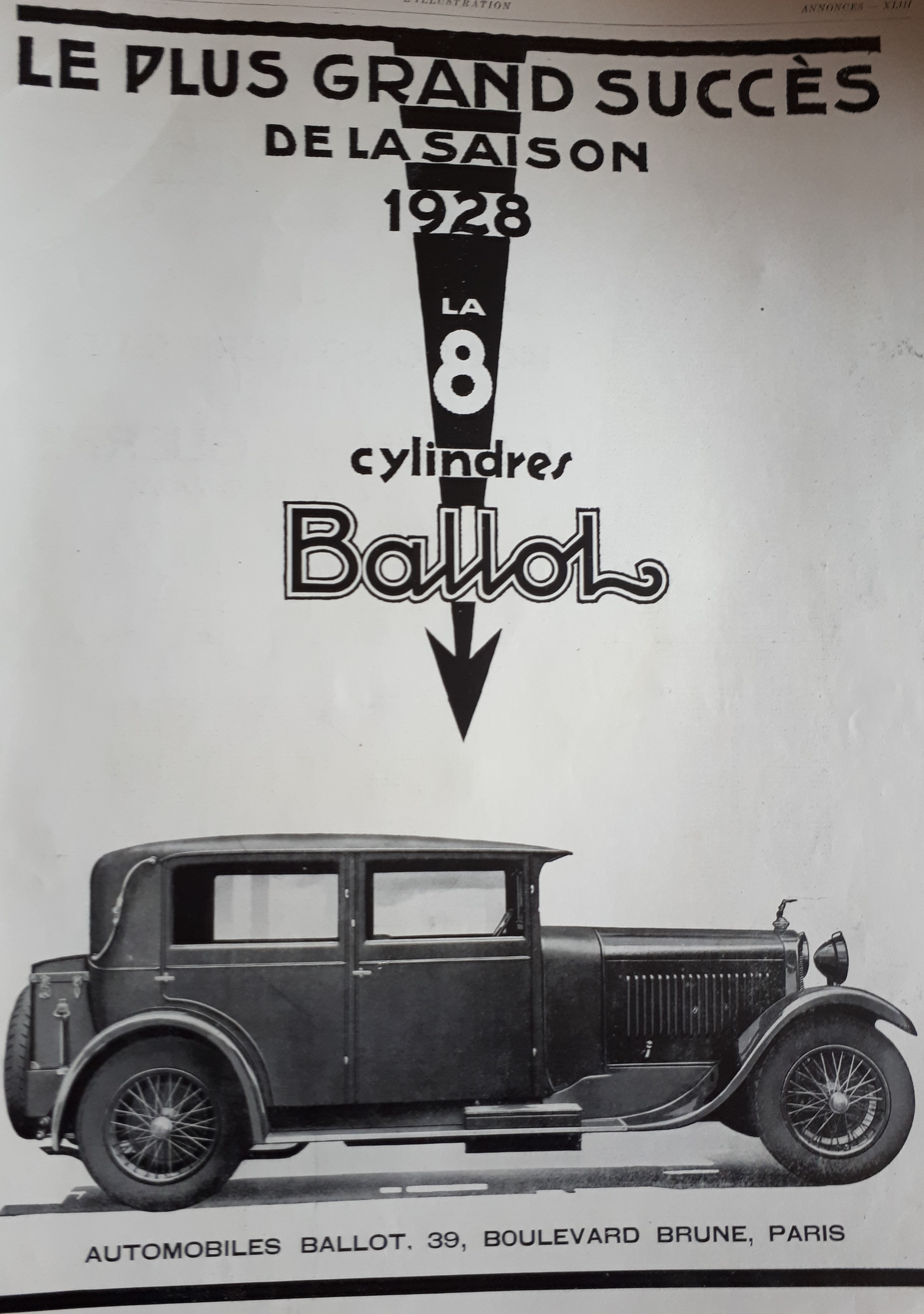
Publicité (1929)

- HS26 : modèle introduit après le rachat par Hispano-Suiza.

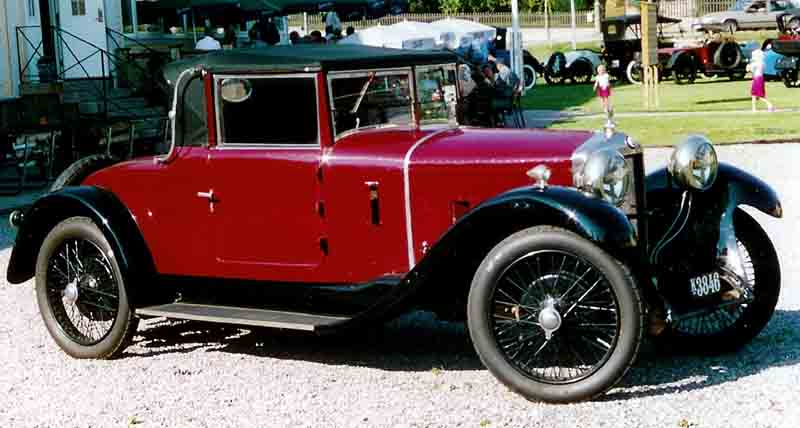
Ballot 2 LTS Cabriolet de 1925.
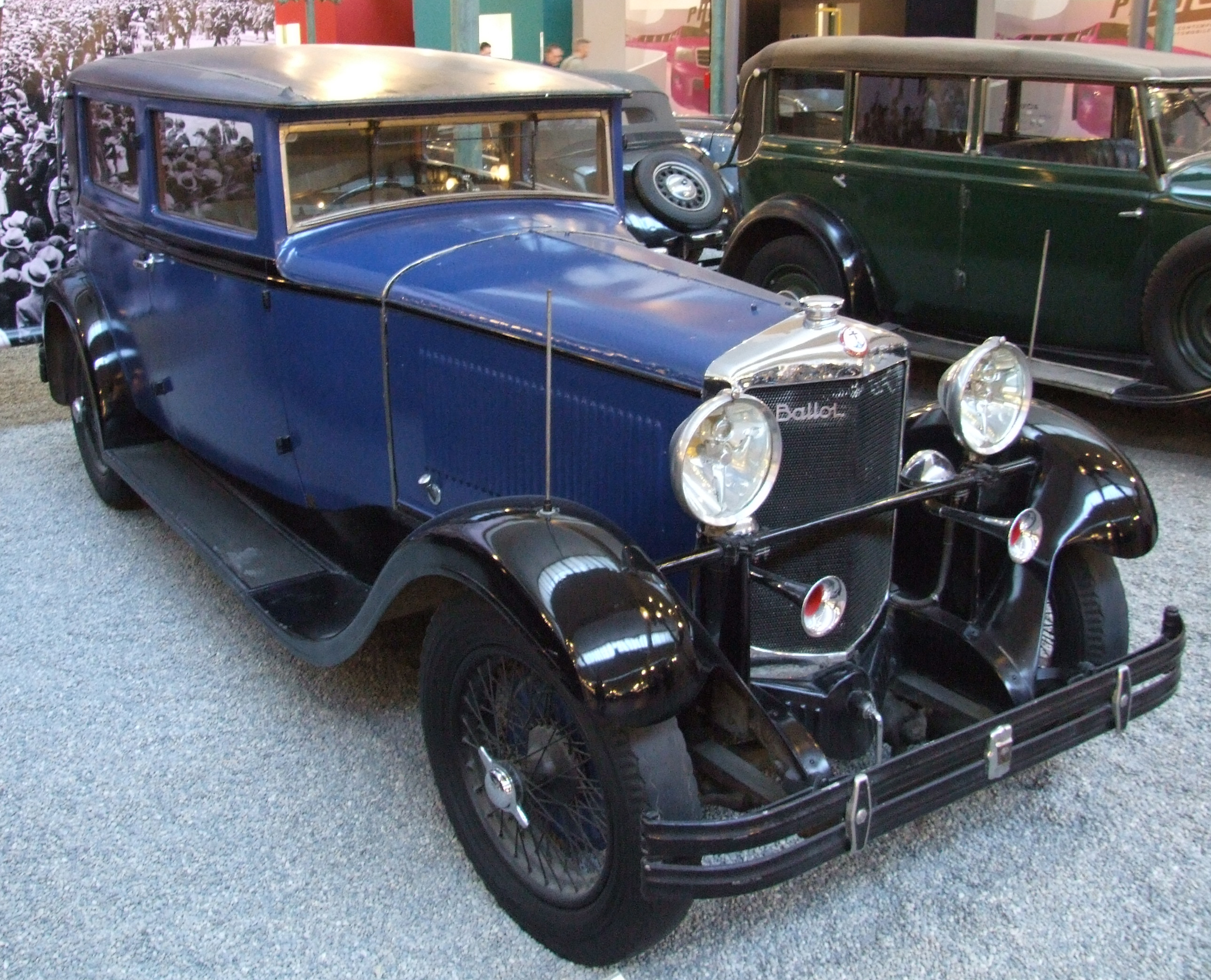
Ballot RH 3 de 1930, Cité de l'automobile (Mulhouse).

## Palmarès
Ballot aura permis à Jules Goux de remporter sur 3L le premier Grand Prix d'Italie, organisé en 1921 (et d'être également deuxième et troisième du Grand Prix de France la même année avec Ralph DePalma et Goux), mais Ballot obtiendra encore d'autres Grand Prix pour monoplaces, à savoir l'Elgin National Trophy en 1920 avec Ralph DePalma, la Coppa Florio en 1921 encore avec Jules Goux, la Coupe de Pérouse en 1925 avec Gastone Brilli-Peri, et le Grand Prix automobile du Savio en 1926 encore avec Brilli-Peri sur un modèle Indy.
En Sport, Ballot gagnera aussi le Grand Prix de Guipuscoa en 1925 avec René de Buck associé à Pierre Decrose sur un modèle 2LTS, terminant encore 4e du Grand Prix d'Algérie avec Pestoriano en 1934.
Aux 500 miles d'Indianapolis, cette entreprise française acquiera trois pole positions consécutives après guerre grâce à l'ingénieur automobile Ernest Henry, transfuge de chez Peugeot, en 1919, 1920 et 1921, avec René Thomas (1; second au classement général en 1920) puis Ralph DePalma (2). Elle finira encore troisième lors des 500 miles d'Indianapolis 1922 avec l'américain Eddie Hearne.

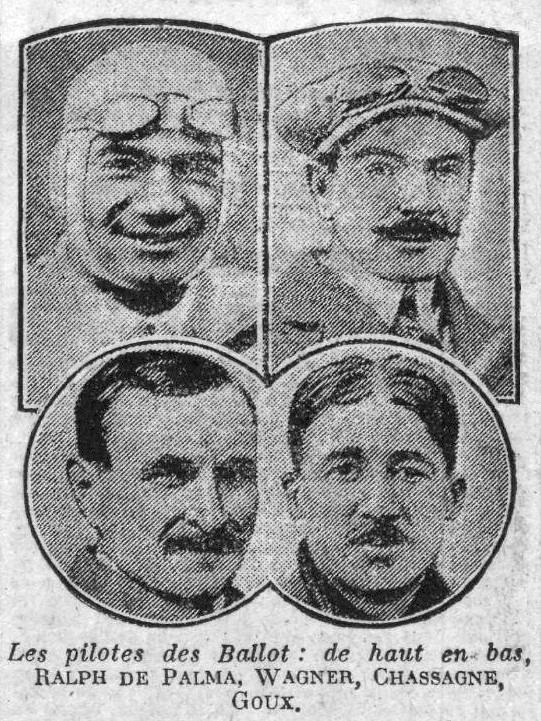
Pilotes du GP A.C.F. 1921.
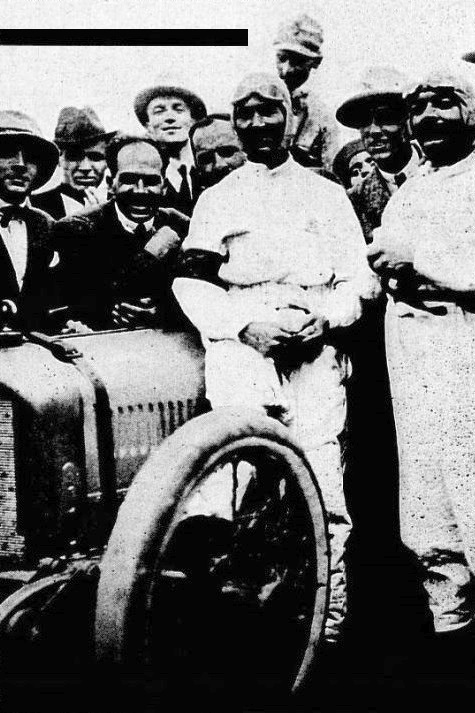
Jules Goux, vainqueur du premier grand Prix d'Italie en 1921 à Brescia, sur Ballot.
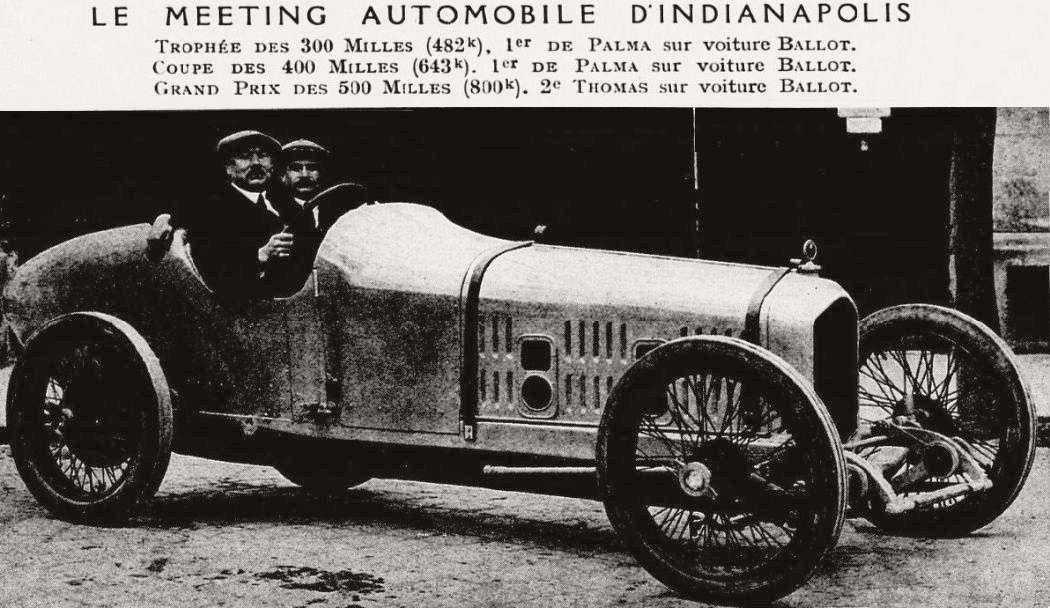
René Thomas à Indianapolis en 1920 (2e).
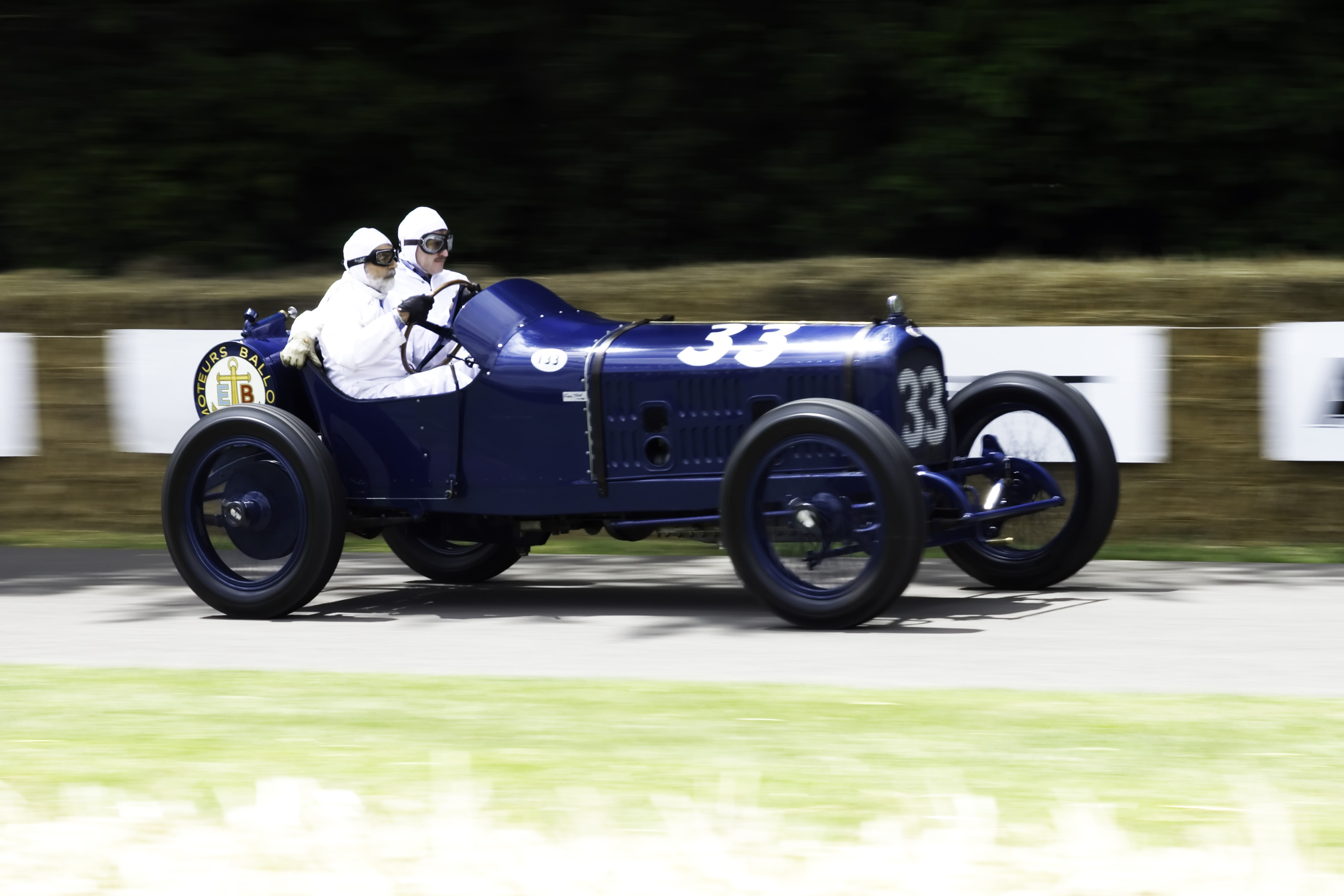
Voiture Ballot "Indianapolis".
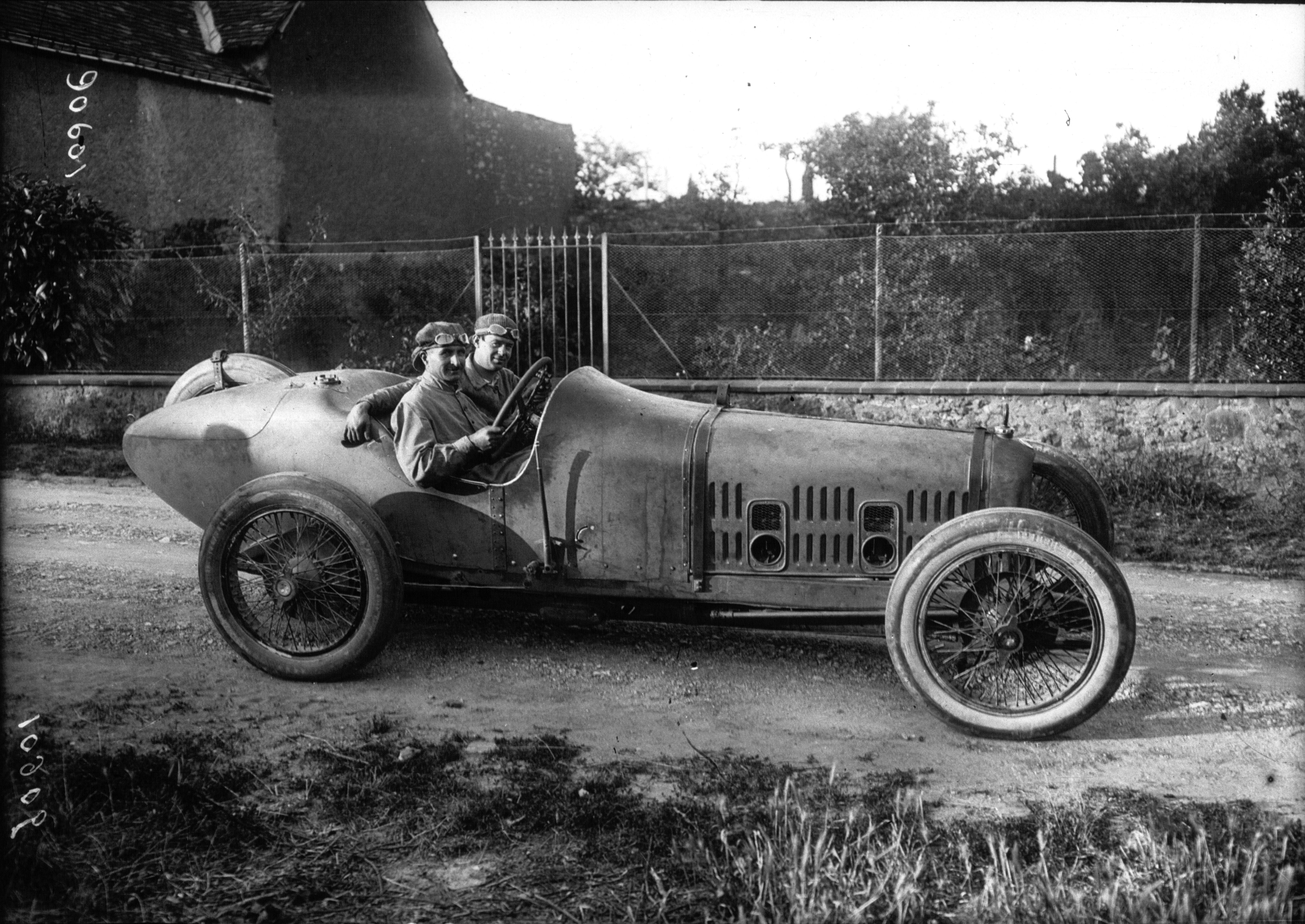
Le coureur d'usine Ballot, Jean Chassagne, sur une Ballot 3L lors du Grand Prix de France en 1921.
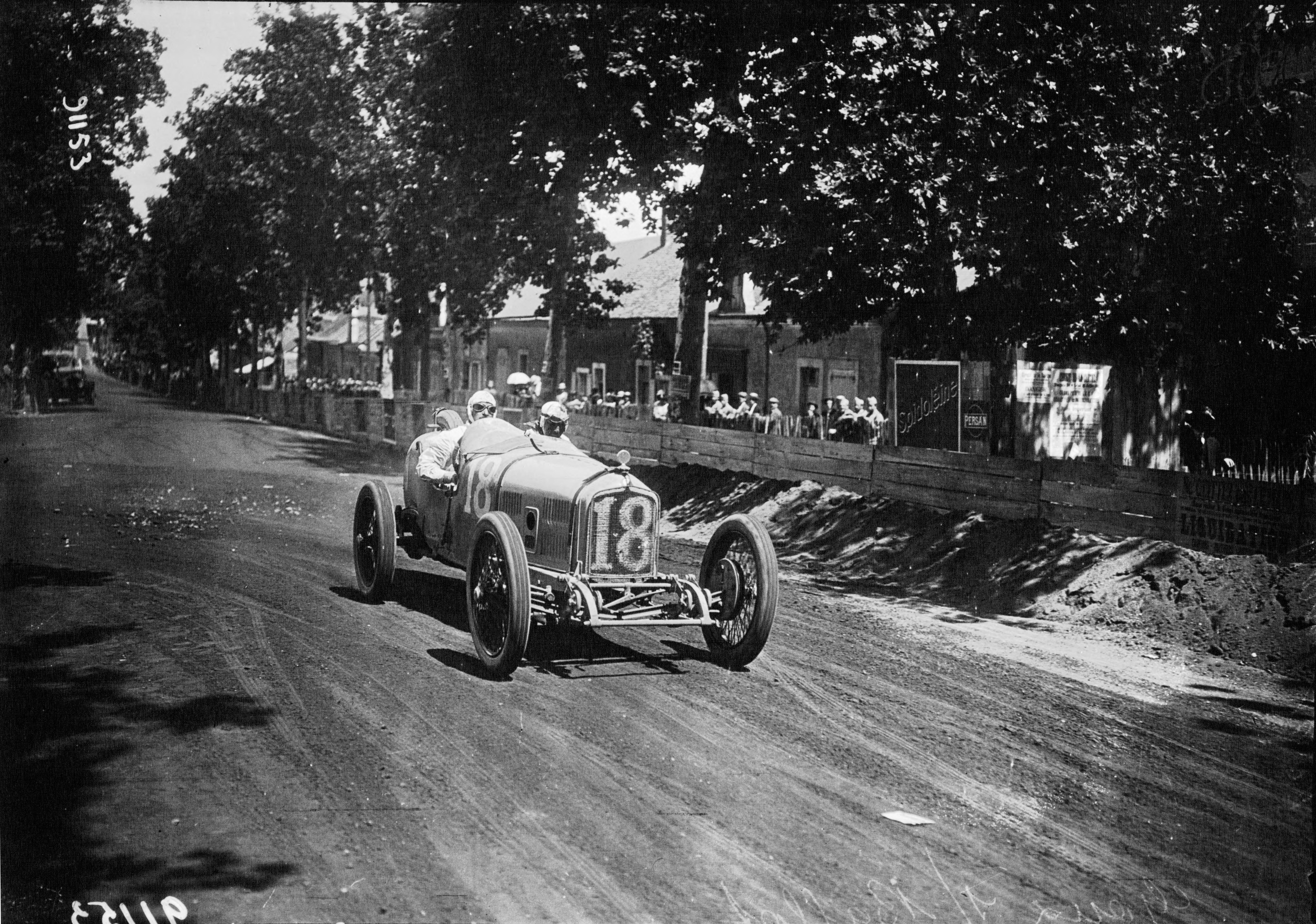
Jules Goux troisième du GP de France 1921 ouvert aux 3L, avec une simple Ballot 2LS.
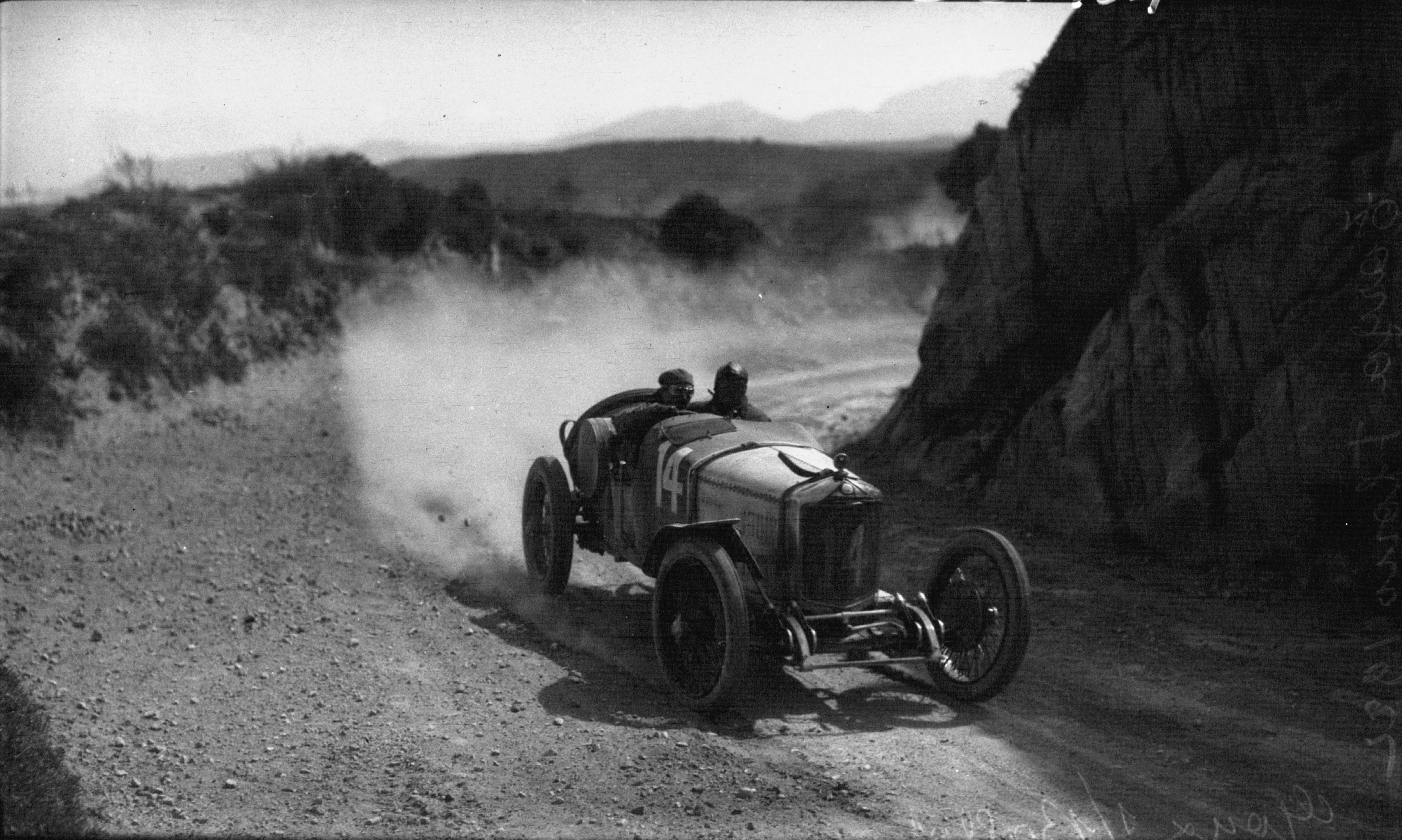
Jules Goux deuxième à la Targa Florio 1922, sur Ballot 2LS.

### Victoires en courses de côte
- Course de côte de Gaillon (près de Rouen) 1919 avec René Thomas, sur "l'Indy 1919" 4.9L.;
- Côte du Pic Montaigu (Aubigny-sur-Nère, près de Bourges) 1921 avec Jules Goux, sur 5L.;
- Côte de Saint-Martin (Boulogne-sur-Mer) 1921 avec Jules Goux, sur 4.5L.;
- Côte de Gaillon 1921 avec Jules Goux, sur 3L.;
- Côte de Mont-Theux (entre Liège et Spa) 1922 avec René de Buck, sur 2L.;
- Côte de Parma-Poggio di Berceto 1922 avec Francesco Conelli, sur Indy 4.5L.;
- Côte de Gex - Col de la Faucille (près de Genève) 1922 avec Jules Foresti;
- Côte de Griffoulet (près de Toulouse) 1922 avec Jules Goux, sur 2L.;
- Côte de Kop Hill (Princes Risborough) 1922, avec Louis Zborowski;
- Côte de Malchamps (ou "Coupe de la Meuse", près de Spa) 1923, avec René de Buck, sur 2L.;
- Côte de La Baraque (près de Clermont-Ferrand) 1924, avec Momain, sur 2.5L..